# Melanie Schlanger
Melanie Schlanger (n. 31 august 1986, Nambour⁠(d), Queensland, Australia) este o înotătoare ce a reprezentat Australia, medaliată olimpică. A participat la 2 ediții ale Jocurilor Olimpice (2008, 2012) în care a câștigat 4 medalii de aur, două medalii de argint și o medalie de bronz.